# Арсен Люпен
Арсе́н Люпе́н (фр. Arsène Lupin) — вигаданий персонаж, авантюрист і шляхетний грабіжник, герой романів Моріса Леблана. Вперше з'явився в новелі «Арешт Арсена Люпена», яка була опублікована у французькому журналі «Je Sais Tout» у липні 1905 року. Леблан написав багато творів про Люпена, існує також ряд продовжень інших авторів, в тому числі написаних творчим тандемом Буало-Нарсежак; театральних постановок, екранізацій і коміксів.
Існує однойменний персонаж манґи, внук цього Арсена Люпена — Арсен Люпен III.

## Біографія
За дослідженнями літературного критика Френсіса Лакассина і письменника Андре-Франсуа Руда на основі творів Моріса Леблана відтворено приблизну біографію Арсена Люпена, хоч їхні версії дещо різняться. Точне місце народження Арсена Люпена невідоме, імовірно, він народився в 1874 році біля Івеліну, недалеко від річки Сени. Його батько, Теофраст Люпен, був учителем фехтування і боксу. Кохання до матері Люпена, Гінріетти д'Андрези, не схвалювалося сім'єю Теофраста. Вихованням Арсена займалася годувальниця Віктуар. Близько 1876 д'Андреза пішла від Теофраста, який став аферистом і злодієм. Вона поселилася з сином в будинку двоюрідного брата Дре-Субіз, де працювала покоївкою. Бачачи приниження матері з боку Дре-Субіза, шестирічний Арсен вирішив помститися йому, викравши намисто королеви Марії-Антуанетти, яким той володів. Коли підозри пали на Гінріетту, вона переїхала в сільську місцевість, а в 1886 померла («Намисто королеви»).
Протягом кількох років Арсен вивчав різні науки, зокрема право та медицину. Батько перед еміграцією до США навчив сина фехтування і боксу. У той же час Арсен почав свою діяльність злодія. В 1893 він познайомився з невідомою жінкою, яка пізніше народила його дочку, Женев'єву. Скоро Арсен Люпен зустрів Клариссу д'Етіге, в яку закохався і одружився з нею в 1894. У 1899 Кларисса померла, народжуючи сина.
Наступні роки Люпен провів у різноманітних пригодах і подорожах та познайомився з Шерлоком Голмсом. Він брав на себе ініціативу низки дипломатичних операцій на користь Франції і вступив до Іноземного легіону, бився на боці Франції у Північній Африці. Дата смерті Арсена Люпена невідома. Проте відомо, що він продовжував свою діяльність у 1940 році під час нацистської окупації Франції і, ймовірно, в 1950-х, що описано послідовниками Моріса Леблана.

## Розвиток персонажа
Поява Арсена Люпена зумовлена популярністю детективних творів Артура Конан Дойла про Шерлока Голмса. В Франції в лютому 1905 року, П'єр Лафіт почав випуск журналу «Je sais tout» і бажав аби там були твори про власного персонажа в стилі Голмса. Лафіт звернувся до Моріса Леблана, котрий придумав Арсена Люпена, зробивши його не детективом, а причиною детективних історій. В той час тема шляхетних грабіжників користувалася попитом; кількома місяцями раніше засудили справжнього джентльмена-зламника на ім'я Александр Джейкоб, ватажка банди «Нічні робітники», що вчинили понад сто розбоїв. Леблан до того часу працював журналістом і час від часу автором коротких оповідань для газети «Echo de Paris». У 1893 році він випустив свій дебютний і доволі успішний роман «Жінка», але світову славу йому принесли саме твори про Люпена.
Лафіт на сторінках свого журналу прозвав Леблана «французьким Конан Дойлем». З 1905 по 1939 рік Леблан написав про Люпена 7 романів і 39 повістей. Леблан також був співавтором (разом з Франсісом де Круассе) кількох п'єс про нього, прем'єра першої з яких під простою назвою «Арсен Люпен» відбулася в жовтні 1908 року в Театрі де л'Атені в Парижі. Роль Арсена Люпена стала найвідомішою для актора Андре Брюле. Саме він закріпив образ Люпена — ввічливого чоловіка в моноклі та циліндрі, у смокінгу з білими рукавичками та з ціпком, — хоча в Леблана такий опис відсутній. В першоджерелах Арсен Люпен — майстер переодягання та гриму, що постійно постає в іншому образі. Ніхто не знає справжнього обличчя Люпена, він без зусиль уміє перейняти голос, жести та манери іншої людини. Попри те, Арсен не приховує свого імені і часто залишає свої візитівки людям, яких пограбував, з чого стає зрозуміло хто з персонажів насправді був Люпеном.
Хоча Арсен Люпен вчиняє крадіжки зі зламом, він відбирає у багатіїв тільки те, чим вони володіють незаконно, і ніколи не шкодить невинним і бідним. Його при тому цікавить не матеріальна цінність украденого, а відчуття азарту, що супроводжує крадіжку. Іноді його викликають, щоб розкрити заплутані злочини, іноді разом із англійським колегою на ім'я Герлок Шолмс (пародія на Шерлока Голмса).

## Арсен Люпен у творах Моріса Леблана

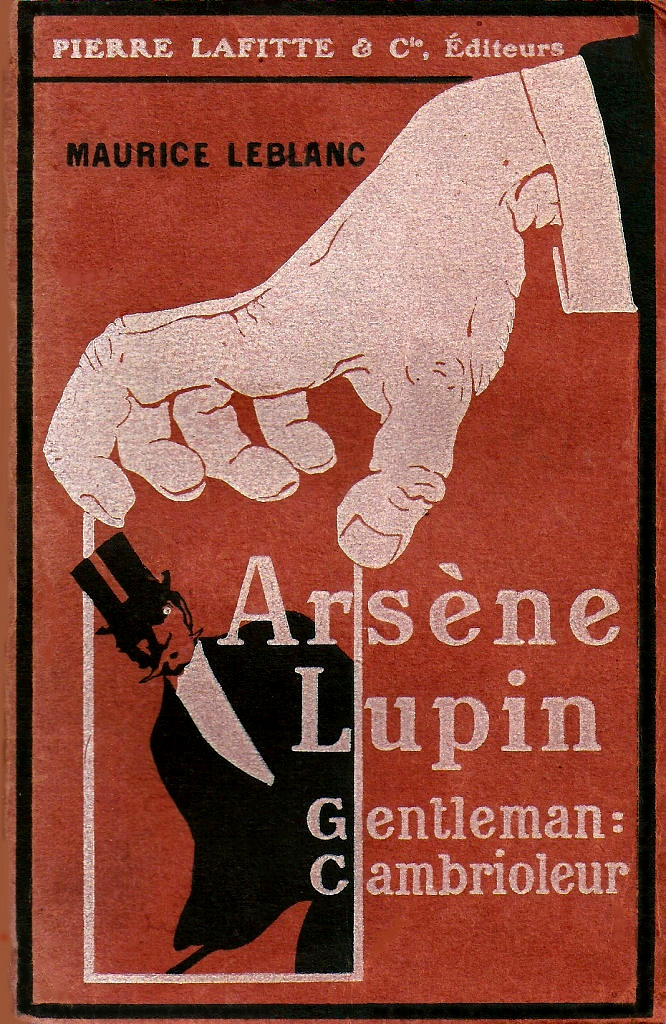
Обкладинка книги «Арсен Люпен — шляхетний грабіжник», 1907 р.

- Обкладинка книги «Арсен Люпен — шляхетний грабіжник», 1907 р.Арсен Люпен — шляхетний грабіжник / фр. Arsène Lupin, gentleman cambrioleur (1907)
  - Арешт Арсена Люпена / фр. L'Arrestation d'Arsène Lupin (1905)
  - Арсен Люпен у в'язниці / фр. Arsène Lupin en prison (1905)
  - Втеча Арсена Люпена / фр. L'Évasion d'Arsène Lupin (1906)
  - Таємничий пасажир/ фр. Le Mystérieux voyageur (1906)
  - Намисто королеви / фр. Le Collier de la reine (1906)
  - Сейф мадам Ембер / фр. Le Coffre-fort de madame Imbert (1906)
  - Шерлок Голмс приходить запізно / фр. Sherlock Holmès arrive trop tard (1906)
  - Чорна перлина / фр. La Perle noire (1906)
  - Сімка чирвів / фр. Le Sept de cœur (1907)
- Арсен Люпен проти Герлока Шолмса / фр. Arsène Lupin contre Herlock Sholmès (1908)
- Пуста голка / фр. L'Aiguille creuse (1909)
- 813/фр. 813
  - Подвійне життя Арсена Люпена / фр. La Double Vie d'Arsène Lupin (1917)
  - Три вбивства Арсена Люпена / фр. Les Trois Crimes d'Arsène Lupin (1917)
- Кришталевий корок / фр. Le Bouchon de cristal (1912)
- Зізнання Арсена Люпена / фр. Les Confidences d'Arsène Lupin (1913)
  - Сонячні зайчики / фр. Les Jeux du soleil (1911)
  - Весільне кільце / фр. L'Anneau nuptial (1911)
  - За підказкою тіні / фр. Le Signe de l'ombre (1911)
  - Пекельна пастка / фр. Le Piège infernal (1911)
  - Червоний шарф / фр. L'Écharpe de soie rouge (1911)
  - Смерть бродить десь поруч / фр. La Mort qui rôde (1911)
  - Одруження Арсена Люпена / фр. Le Mariage d'Arsène Lupin (1912)

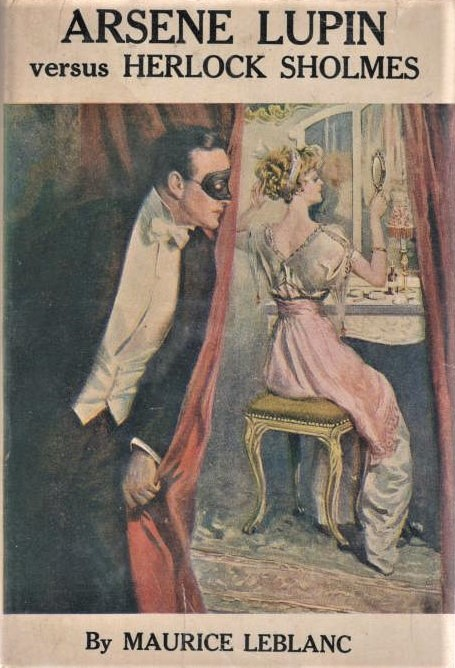
Обкладинка книги «Арсен Люпен проти Герлока Шолмса», 1910 р.

  - Пучок соломи / фр. Le Fétu de paille (1913)
  - Едіт Лебедина Шия / фр. Édith au cou de cygne (1913)
- Осколок снаряда / фр. L'Éclat d'obus (1915)
- Обкладинка книги «Арсен Люпен проти Герлока Шолмса», 1910 р.Золотий трикутник / фр. Le Triangle d'or (1917)
- Острів Тридцяти Трун / фр. L'Île aux trente cercueils (1919) — це єдиний роман, де головна дійова особа не Люпен, а молода жінка Вероніка Д'Ергемон, а Люпен з'являється в кінці, щоб допомогти розплутати змову.

- Зуби тигра / фр. Les Dents du tigre (1920)
- Вісім ударів дзигаря / фр. Les Huit Coups de l'Horloge (1922)
  - На вершині вежі / фр. Au sommet de la tour (1922)
  - Графин з водою / фр. La carafe d'eau (1922)
  - Тереза і Жермена / фр. Thérèse et Germaine (1922)
  - Фільм-викривач / фр. Le Film révélateur (1922)
  - Випадок Жана-Луї / фр. Le Cas de Jean-Louis (1922)
  - Гільйотинниця / фр. La Dame à la hache (1922)
  - Сліди кроків на снігу / фр. Des pas sur la neige (1922)
  - На честь бога Меркурія / фр. Au Dieu Mercure (1922)
- Графиня Каліостро / фр. La Comtesse de Cagliostro (1924)
- Зеленоока пані / фр. La Demoiselle aux yeux verts (1927)
- Пальто Арсена Люпена / фр. Le Pardessus d'Arsène Lupin (1926)
- Людина в козлиній шкурі / фр. L'Homme à la peau de bique (1927)
- Агентство Барнетт і Ко / фр. L'Agence Barnett et Cie (1928)
  - Впалі краплі / фр. Les Gouttes qui tombent (1928)
  - Любовний лист короля Георга / фр. La lettre d'amour du roi George (1928)
  - Партія в баккара / фр. La Partie de Baccara (1928)
  - Людина з золотими зубами / фр. L'Homme aux dents d'or (1928)
  - Дванадцять африканців Бешу / фр. Les Douze Africaines de Béchoux (1928)
  - Азарт творить чудеса / фр. Le hasard fait des miracles (1928)
  - Білі рукавички… Чорні гетри… / фр. Gants blancs… guêtres blanches… (1928)
  - Бешу арештує Джима Барнета / фр. Béchoux arrête Jim Barnett (1928)
- Таємничий особняк / фр. La Demeure mystérieuse (1928)
- Маєток «Бар-і-ва» / фр. La Barre-y-va (1930)
- Смарагдовий кабошон / фр. Le Cabochon d'émeraude (1930)
- Дві посмішки дами / фр. La Femme aux deux sourires (1932)
- Віктор зі світської бригади / фр. Victor, de la Brigade mondaine (1934)
- Помста графа Каліостро / фр. La Cagliostro se venge (1935)
- Мільярди Арсена Люпена / фр. Les Milliards d'Arsène Lupin (1939)
- Остання любов Арсена Люпена / фр. Le Dernier Amour d'Arsène Lupin (написано в 1936, знайдено в 2011)[5][6]

## Арсен Люпен у творах інших письменників
Антоні Буше
- Арсен Люпен проти полковника Лінно / Arsène Lupin versus Colonel Linnaus (1944) — в журналі «Ellery Queen's Mystery Magazine»

Борис Акунін
- Полонянка башти, або Короткий, проте прекрасний шлях трьох мудрих / Узница башни, или Краткий, но прекрасный путь трёх мудрых (2007)

Буало-Нарсежак
- Таємниця Енервілля / Le Secret d'Eunerville (1973)
- Порохова бочка / La Poudrière (1974)
- Друге обличчя Арсена Люпена / Le Second visage d'Arsène Lupin (1975)
- Правосуддя Арсена Люпена / La Justice d'Arsène Lupin (1977)
- Клятва Арсена Люпена / Le Serment d'Arsène Lupin (1979)

Валері Катоган
- Таємниця короля Франції, або справжня особа Арсена Люпена / Le Secret des rois de France ou la véritable identité d'Arsène Lupin (1955)

Габріель Товерон
- Хто злякав Вірджинію Вулф? (…елементарно, мій дорогий Люпене!) / Qui fait peur à Virginia Woolf? (…élémentaire mon cher Lupin!) (2006)

Деніел Салмон
- Зуб Джейн / La dent de Jane (2001)

Ірен Адлер
- Шерлок, Люпен і я / Sherlock, Lupin & Io
  - Діамантове намисто / Il trio della dama nera (2011)
  - Остання дія спектаклю / Ultimo atto al teatro dell'opera (2012)
  - Таємниця червоної троянди / Il mistero della rosa scarlatta (2012)
  - Собор страху / La cattedrale della paura (2013)
  - Крижаний замок / Il castello di ghiaccio (2013)

Крістіан Посланец
- Бездоганні злочини / Crimes parfaits (1994)

Мишель Бюссі
- Код Люпена / Code Lupin (2006)

Мішель Зінк
- Арсен Люпен і таємниця д'Арсонваля / Arsène Lupin et le mystère d'Arsonval (2004)
- Кароліна і Дідьє Кайол / Caroline et Didier Cayol
  - Вовки Вінсана / Les Lupins de Vincent (2006)

Сергій Кобасьєв
- Арсен Люпен у Росії / Арсен Люпен в России (1930)

## Комікси
- Арсен Люпен / Arsène Lupin (1948-49) — щоденні комікси у газеті «France-Soir»
- Арсен Люпен / Arsène Lupin (1956-58) — у газеті «Le Parisien Libéré»
- Арсен Люпен проти Герлока Шолмса: Білява дама / Arsène Lupin contre Herlock Sholmès: La Dame blonde (1983)
- Арсен Люпен / Arsène Lupin (1989)
- 813 — Подвійне життя Арсена Люпена / 813 — La Double Vie d'Arsène Lupin (1990)
- 813 — Три злочини Арсена Люпена / 813 — Les Trois crimes d'Arsène Lupin (1991)
- Зеленоока пані / La Demoiselle aux yeux verts (1992)
- Пуста голка / L'Aiguille creuse (1994)
- Ліга видатних джентльменів: Чорне досьє / The League of Extraordinary Gentlemen: Black Dossier (2007) — Люпен представлений як член спілки «Таємничі люди», французького аналога «Ліги видатних джентльменів»[8]

## Кінематограф

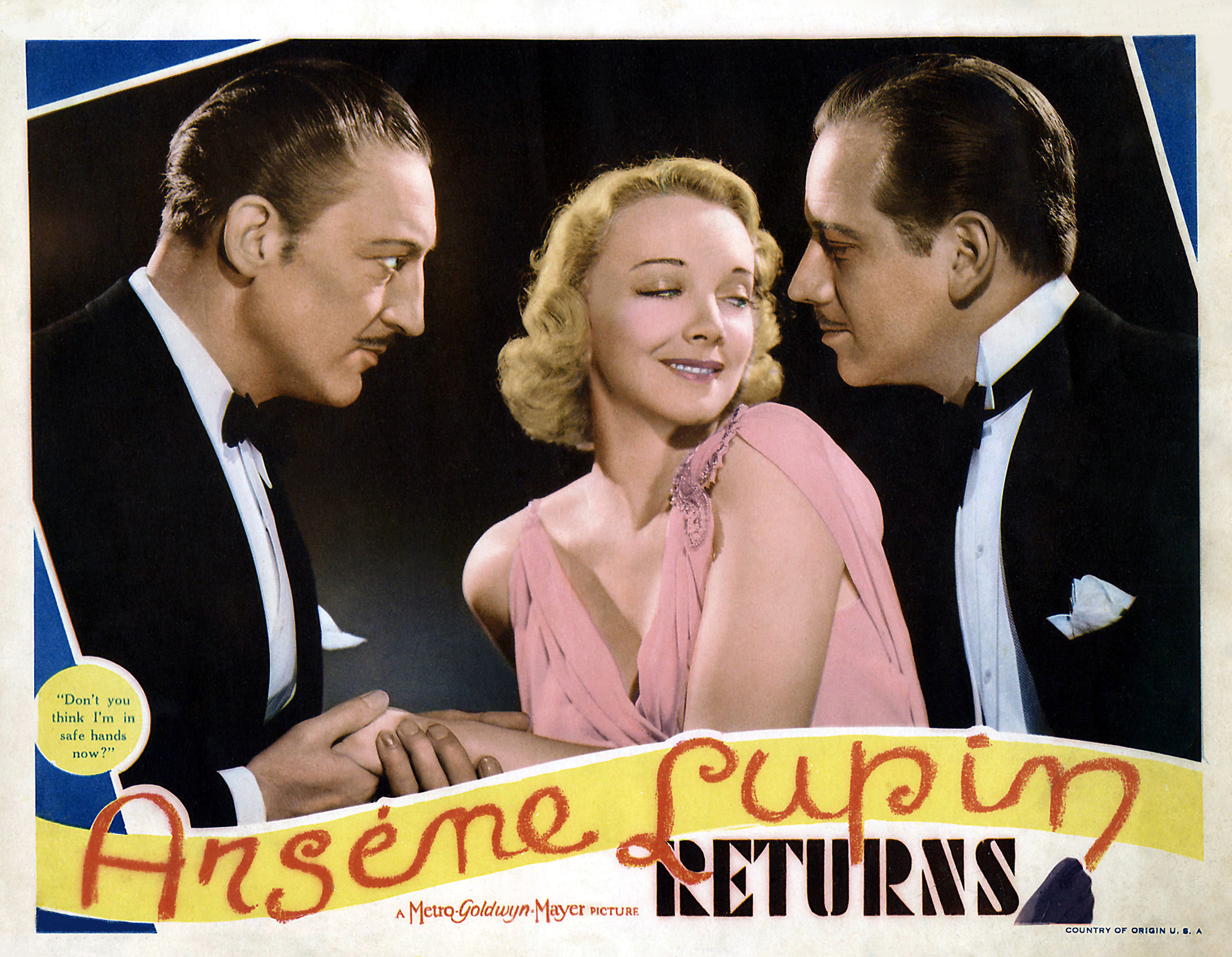
Плакат фільму «Арсен Люпен повертається»

### Фільми
- Шляхетний грабіжник / The Gentleman Burglar (1908)
- Арсен Люпен проти Шерлока Голмса / Arsène Lupin contra Sherlock Holmes (1910)
- Арсен Люпен / Arsène Lupin (1914)
- Шляхетний грабіжник / The Gentleman Burglar (1915)
- Арсен Люпен / Arsène Lupin (1916)
- Арсен Люпен / Arsène Lupin (1917)
- Зуб тигра / The Teeth of the Tiger (1919)
- 813 (1920)
- Останні пригоди Арсена Люпена / Les Dernières aventures d'Arsène Lupin (1921).
- 813 — Люпен / 813 — ルピモノ (1923) — перша поява Люпена в японському кінематографі.
- Арсен Люпен / Arsène Lupin (1932)
- Детектив Арсен Люпен / Arsène Lupin détective (1937)
- Арсен Люпен повертається / Arsène Lupin Returns (1938)
- Входить Арсен Люпен / Enter Arsène Lupin (1944)
- Арсен Люпен / Arsenio Lupin (1945)
- Сім скарбів / 七つの宝石 (1950)
- Зуб тигра / 虎の牙 (1951)
- Людина без обличчя / 顔の無い男 (1955)
- Пригоди Арсена Люпена / The Adventures of Arsène Lupin (1957)
- Підпис Арсена Люпена / Signé Arsène Lupin (1959)
- Арсен Люпен проти Арсена Люпена / Arsène Lupin contre Arsène Lupin (1962)
- Арсен Люпен / Arsène Lupin (2004)
- Люпен з Кіганджо / ルパンの奇巌城 (2011)[8]

### Телебачення
- Арсен Люпен / Arsène Lupin (1971, 1973—1974)
- Острів Тридцяти трун / L'Île aux trente cercueils (1979) — без участі Люпена
- Гра і програш Арсена Люпена / Arsène Lupin joue et perd (1980)
- Повернення Арсена Люпена / Le Retour d'Arsène Lupin (1989—1990)
- Нові подвиги Арсена Люпена / Les Nouveaux Exploits d'Arsène Lupin (1995—1996)
- Подвиги Арсена Люпена / Les Exploits d'Arsène Lupin (1996)
- Люпен / Lupin (2007)
- Їздець в масці × Їздець в масці Драйв і Ґайм: Кіновійна, повний газ / Kamen Rider × Kamen Rider Drive & Gaim: Movie War Full Throttle (2014) — фігурує персонаж Їздець в масці Люпен, заснований на Арсені Люпені
- Код: Здійснити ~Охоронець переродження~ / Code: Realize ~Guardian of Rebirth~ (2017) — аніме
- Загін крадіїв Люпенрейнджери проти поліцейського загону Патрейнджерів / Kaitou Sentai Lupinranger VS Keisatsu Sentai Patranger (2018) — команда героїв Люпенрейнджери заснована на образі Арсена Люпена. Авантюра самого Арсена лежить в основі сюжету[8]
- Люпен / Lupin (2021) — в центрі сюжету перебуває чоловік, який черпає натхнення у книгах про Арсена Люпена

## Відеоігри
- Sherlock Holmes versus Arsène Lupin (2007)
- Persona 5 (2016) — фігурує істота (Персона) Люпен, заснована на базі образу Арсена Люпена
- Code: Realize ~Guardian of Rebirth~ (2014)

### Вебсайти
- Музей Арсена Люпена [Архівовано 5 вересня 2021 у Wayback Machine.]
- Arsène Lupin timeline by A.-F. Ruaud [Архівовано 6 серпня 2011 у Wayback Machine.] — біографія Арсена Люпена.